# Souvrství Csehbánya

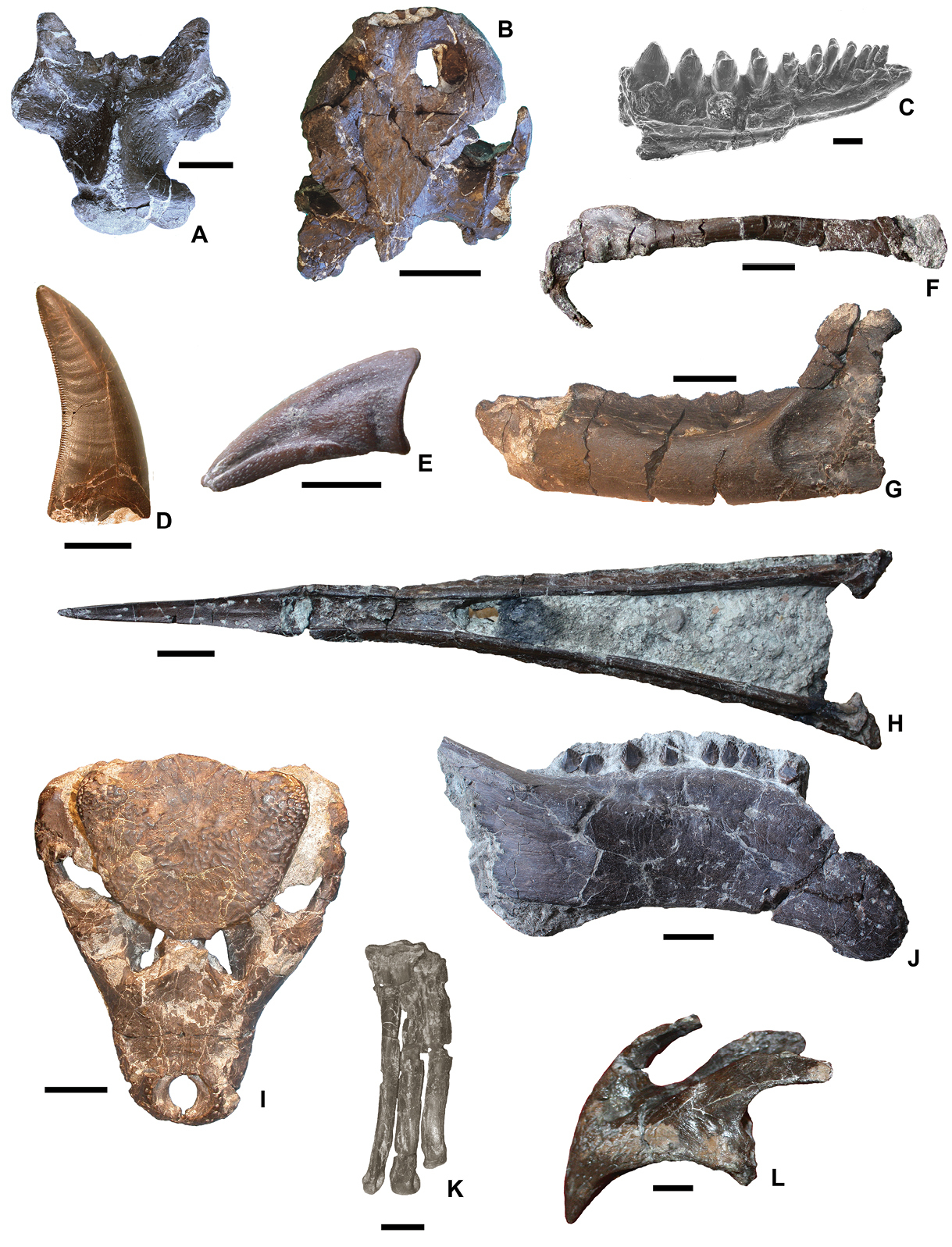
Rozmanité fosilie obratlovců ze sedimentů souvrství Csehbánya.

Souvrství Csehbánya (doslova "český důl") je geologickou formací na území západního Maďarska (župa Veszprém). Stáří sedimentů činí asi 85 až 84 milionů let, jedná se tedy o usazeniny z období pozdní křídy (geologický věk santon).

## Charakteristika
Mocnost sedimentů činí místy 100 až 150 metrů, nejběžnější horninou je prachovec, pískovec a slepenec. Nejznámější lokalitou je Iharkút u města Németbánya, kde se nachází také otevřený bauxitový lom. Z tohoto souvrství pocházejí fosilie mnoha druhů živočichů, od četných bezobratlých až po ptakoještěry a dinosaury. V současnosti jsou lokality tohoto souvrství zapsány v seznamu UNESCO Global Geopark.

## Dinosauří fauna

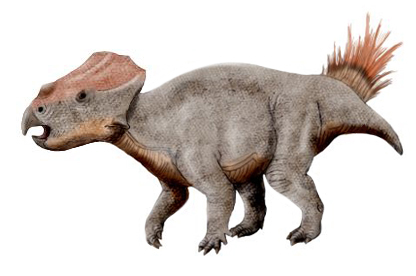
Ajkaceratops - rekonstrukce přibližného vzezření.

- Abelisauridae indet. - pouze kost stehenní a článek prstu dolní končetiny[4]

- Ajkaceratops kozmai - vývojově primitivní rohatý dinosaurus[5]

- Hungarosaurus tormai - nodosauridní tyreofor[6]

- Mochlodon vorosi - rabdodontidní ornitopod

- Paraves indet. - pouze zuby, ocasní obratle a kosti končetin

- Pneumatoraptor fodori - zástupce kladu Paraves

- Sauropoda indet. - pouze jeden zub

- Struthiosaurus sp. - nodosauridní tyreofor

- Tetanurae indet. - pouze fosilní zuby